# ولین (فیلم)
وُلین (انگلیسی: Volhynia) یک فیلم درام جنگی به کارگردانی وویچیخ اسماژوفسکی است که در سال ۲۰۱۶ منتشر شد. از بازیگران آن می‌توان به ایرنئوش چوپ، یاتسک براچیاک، وویچیخ ژیلینسکی، فیلیپ پوآویاک و گابریلا موسکاوا اشاره کرد.